# Filister (udtryk)
 For alternative betydninger, se Filister. (Se også artikler, som begynder med Filister)
Filister (fra ty. studentersprog) er betegnelse på en selvgod, smålig og intolerant person, som er uvidende om kunst og kultur og udøver smålig moral.
Ordet kommer fra tysk studenter-jargon og betyder egentlig ikke-student, en spidsborger. Ordet kendes fra Johan Ludvig Heiberg.

## Ekstern henvisning og kilde
- Den ny Salmonsen – Filister, afsnit 1268